# Обайе, Годвин
Го́двин Оба́йе (англ. Godwin Obaje; 12 марта 1997, Кадуна) — нигерийский футболист, нападающий. Игрок клуба «Этуаль дю Сахель».

## Карьера
Годвин Обайе начал заниматься футболом в академии GBS. Он начал свою карьеру в клубе «Викки Туристс», где в первом же сезоне забил 7 голов. В октябре 2015 года он уехал в словацкую команду «Тренчин», но там лишь раз попал в заявку на матч. В январе 2016 года футболист вернулся в «Туристс», с которой выиграл бронзовые медали чемпионата и стал лучшим бомбардиром первенства. В ноябре футболист прошёл просмотр в московском «Спартаке», который предложил форварду 5-летний контракт. Позже «Спартак» отказался от покупки нападающего.
В декабре 2016 года Обайе перешёл в клуб «Этуаль дю Сахель».

## Личная жизнь
У Годвина есть старший брат Джошуа Обайе, также являющийся футболистом.

## Достижения
- Лучший бомбардир чемпионата Нигерии: 2016 (18 голов)